# KF Apolonia Fier
A KF Apolonia Fier egy albán labdarúgócsapat Fierben. Hazai mérkőzéseit a 12000 fő befogadására alkalmas Loni Papuçiu Stadionban játssza.

## Történelem
A klubot 1925. június 17-én alapították. Legnagyobb sikerük az 1998-as albán kupa megnyerése.

## Európai kupaszereplés
| Szezon  | Versenykiírás | Forduló | Nemzet | Klub       | Hazai | Vendég |
| ------- | ------------- | ------- | ------ | ---------- | ----- | ------ |
| 1989–90 | UEFA-kupa     | 1F      | FRA    | AJ Auxerre | 0-3   | 0-5    |
| 1998–99 | KEK           | SK      | BEL    | KRC Genk   | 1-5   | 0-4    |

- SK = Selejtezőkör
- 1F = 1. forduló

## Sikerei
- Albán kupa:
  - 1. hely (1): 1998

## Külső hivatkozások
- Apolonia Fier az UEFA.COM honlapján
- Apolonia Fier az EUFO.DE Archiválva 2009. május 2-i dátummal a Wayback Machine-ben honlapján
- Apolonia Fier a Weltfussball.de honlapján